# Historia de los Países Bajos

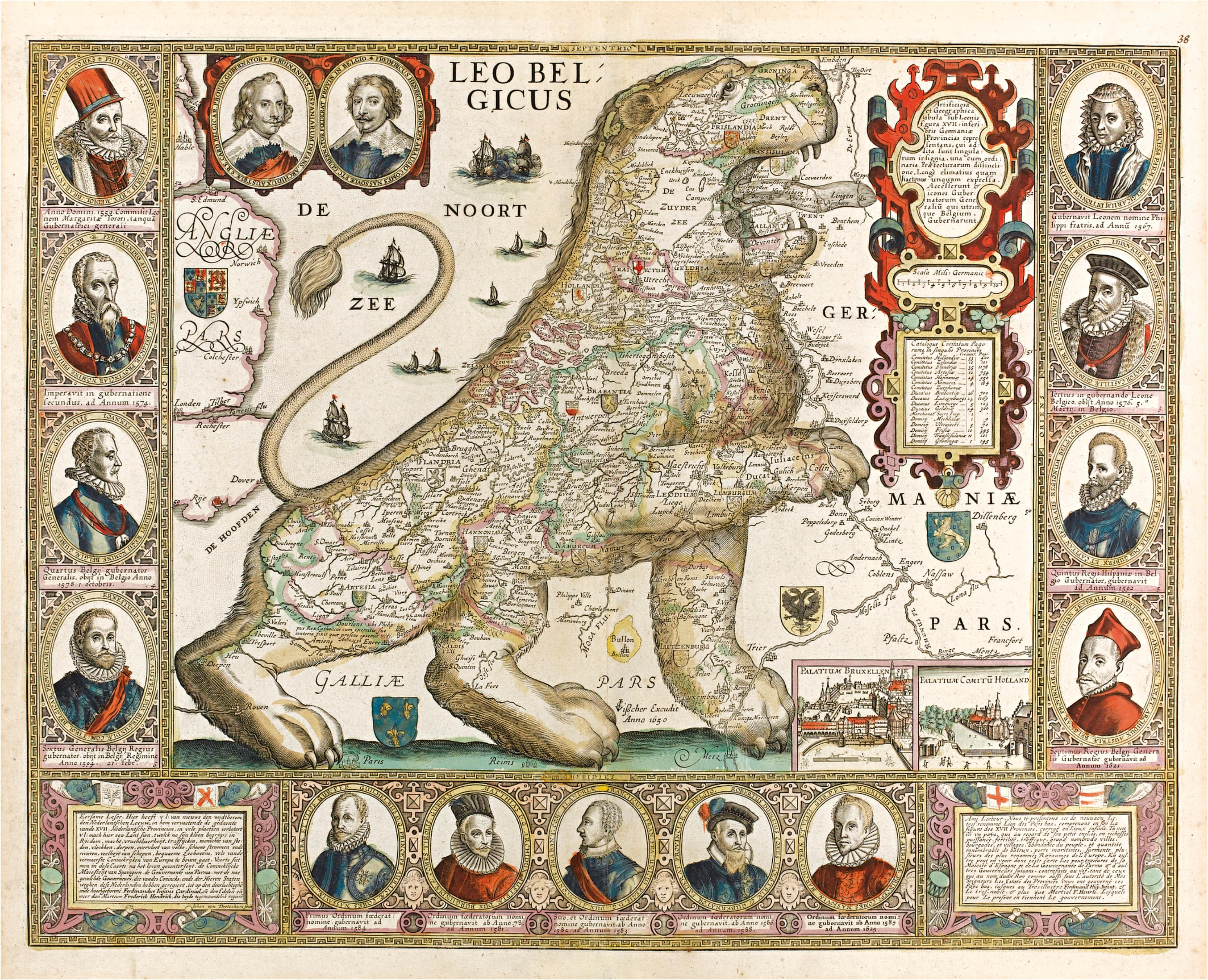
El Leo Belgicus fue usado en heráldica y cartografía para simbolizar a la región histórica de los Países Bajos, que no solo abarca al actual país homónimo sino también a Bélgica y a Luxemburgo con la silueta de un león.

La historia de los Países Bajos comienza como la de un pueblo marinero que prosperó en una llanura en el mar del Norte, en el noroeste de Europa. Cuando llegaron los romanos, y con ellos la historia escrita en el 59 a. C., la región estaba escasamente poblada por diversos grupos tribales en la periferia del imperio. Más de cuatro siglos de dominación romana dejaron efectos demográficos muy profundos, resultando finalmente en la creación de tres pueblos germánicos mayoritarios en el área: los frisones, los sajones neerlandeses, y los francos. Algunos misioneros hiberno-escoceses y anglosajones intentaron propagar el cristianismo en los Países Bajos en el siglo VIII. Los descendientes de los francos salios llegaron a dominar la zona con el paso del tiempo y, de este modo surgió el neerlandés.
El dominio carolingio, el abandono del Sacro Imperio Romano y la depredación vikinga siguieron; por lo que los nobles locales dejaron a los ducados y condados altamente independientes. Durante varios siglos, las áreas de Brabante, Holanda, Zelanda, Friesland y Gelre lucharon intermitentemente entre ellas, pero al mismo tiempo, el comercio continuó y creció; las tierras fueron reclamadas y las ciudades prosperaron. Forzados por la naturaleza para trabajar juntos, con el paso de los siglos construyeron y mantuvieron una red de pólders y diques que mantuvieron lejos las inundaciones y el mar en el proceso de transformación de su paisaje.
En 1433, el Duque de Borgoña había asumido el control sobre la mayoría de los territorios neerlandeses en lo que se conoce como Países Bajos Borgoñones. Bajo su reinado, comenzó la unificación de los Países Bajos y se experimentó un auge cultural sin precedentes. Sin embargo, bajo el control de Carlos V y Felipe II, el territorio se convirtió en una parte del Imperio de España. La reforma protestante hizo del calvinismo la religión dominante en el norte. El contraataque español fue dirigido por el Duque de Alba y por Alejandro Farnesio. En 1566, Guillermo de Orange, un calvinista, inició la guerra de los Ochenta Años para luchar contra la monarquía católica española. La revuelta neerlandesa fue un enfrentamiento épico contra los españoles; finalmente la venció el norte con la Paz de Westfalia en 1648, pero España mantuvo el control en el sur.
Así nació la República Neerlandesa, una nación de hablantes neerlandeses con una mayoría protestante, muchos católicos, y miles de judíos y una por aquel tiempo extraña política de tolerancia. Los Países Bajos se beneficiaron del declive de Amberes y la llegada masiva de los refugiados protestantes.
Durante la Revuelta el comercio floreció y las Provincias Unidas prosperaron. Ámsterdam se convirtió en el mayor centro de comercio del norte de Europa. En el Siglo de oro neerlandés, que tuvo su cenit alrededor de 1667, hubo un notable florecimiento en el comercio, la industria (especialmente la marinera) y las artes (especialmente la pintura y las ciencias). Usando su poder naval y su extensa flota comercial, la provincia de Holanda creó un Imperio neerlandés universal, una potencia marítima con un alcance comercial, imperial y colonial que se extendió hasta Asia, África, y América. El comercio de esclavos era especialmente rentable.
A mediados del siglo XIX comenzó su declive debido a varios factores económicos. La población era pequeña –menos de dos millones de habitantes–. El sistema político del país era dominado por regentes ricos y (algunas veces) por estatúderes extraídos de la Casa de Orange. Finalmente, Ámsterdam perdió su liderazgo como ciudad más importante del norte de Europa frente a Londres. En 1784 una guerra contra Gran Bretaña terminó desastrosamente para la nación. Hubo un creciente descontento y un conflicto entre los orangistas y los patriotas inspirado en la Revolución francesa, y luego un conflicto contra la propia Francia. Una República de Batavia profrancesa se estableció, y con la consolidación del poder francés bajo el mandato de Napoleón, los Países Bajos se convirtieron gradualmente en un estado satélite de Francia, que culminó en el Reino de Holanda, para pasar a ser simplemente una provincia imperial.
Tras la batalla de Leipzig y el posterior colapso del Imperio francés en 1813, los Países Bajos fueron restaurados como un "principado soberano", proporcionando la Casa de Orange un monarca. La Conferencia de Viena en 1815 confirmó esta autoridad mediante la creación del Reino Unido de los Países Bajos. El rey Guillermo I también obtuvo dominio sobre Bélgica. Pero el abismo cultural entre el norte y el sur del país era demasiado grande. Bélgica se rebeló en 1830, y las potencias europeas reconocieron su independencia. Después de un período conservador al principio, surgieron fuertes sentimientos liberales, convirtiendo al país en una democracia parlamentaria mediante la Constitución neerlandesa de 1848, con un monarca constitucional. La industrialización y la urbanización hicieron de los Países Bajos una nación próspera, con un gran imperio.
Los Países Bajos fueron neutrales durante la Primera Guerra Mundial, y los años 1920 y los 1930 fueron años tranquilos. El 10 de mayo de 1940 la Alemania nazi invadió el país, y tras destruir Róterdam, la ocuparon. Alrededor de 100 000 judíos neerlandeses fueron asesinados en el Holocausto y otros grupos étnicos sufrieron también grandes pérdidas demográficas. El 5 de mayo de 1945, la guerra terminó tras la liberación, en su mayor parte, por las fuerzas canadienses. Los años de la posguerra fueron época de penurias debido a los desastres naturales y la emigración masiva, que fue seguida por una reconstrucción con programas de obras públicas a gran escala (especialmente el Plan Delta), la recuperación económica, la integración europea, y la introducción gradual de un estado de bienestar. También hubo un conflicto con Indonesia, que terminó con la retirada neerlandesa por completo de sus antiguas colonias en 1961. Además Surinam declaró su independencia en 1975. Mucha gente de Indonesia y Surinam, y más adelante de otras naciones, se trasladó a los Países Bajos, lo que dio lugar a la transformación del país en una sociedad multicultural.
La segunda mitad del siglo XX fue marcada por una paz y prosperidad relativas. En el siglo XXI, los Países Bajos se han convertido en un país moderno y dinámico con una economía exitosa (la 16.º más grande en 2010) y orientada hacia el mercado internacional, y con una alta calidad de vida.

## Prehistoria (antes del 800a.C.)

### Grupos tempranos de cazadores y recolectores (antes del5000 a.C.)

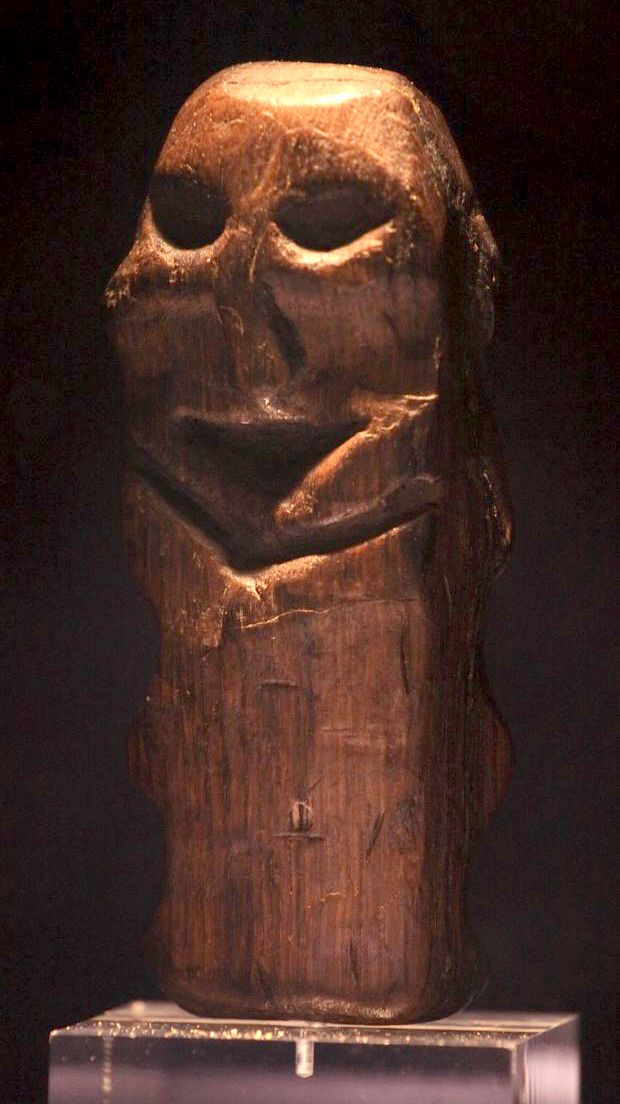
Una estatua de madera de roble en Willemstead, Países Bajos, que data de alrededor del año 4500 a. C. en una exhibición en el Rijksmuseum van Oudheden en Leiden.

El área que hoy corresponde a los Países Bajos fue habitada por primera vez hace al menos unos 370 000 años, tal y como lo demuestran las herramientas de piedra descubiertas en Woerden en 2010. En el 2009 se encontró un fragmento de la calavera de un neandertal en la arena dragada del fondo del mar del Norte, frente la cosa de Zelanda.
Más tarde, los primeros restos notables de la prehistoria holandesa fueron erigidos: los dólmenes, grandes tumbas monumentales de piedra. Han sido encontrados en la provincia de Drente, y fueron probablemente construidos por gente de la cultura granjera de Funnelbeaker entre 4100 y 3200 a. C.
Al oeste, las primeras tribus debieron haber construido campamentos cazadores para cazar el gamo invernal, como refugios. Hay incluso más evidencia de pequeños asentamientos en el oeste.
La primera evidencia del uso de ruedas proviene de alrededor del 2400 a. C. Esto probablemente habría sido hecho por alguien relacionado con la cultura Bellbeaker (Klokbeker cultuur). Dicha cultura también experimentó con el cobre, de lo que alguna evidencia (yunques de piedra, cuchillos de cobre, diademas de cobre) fue encontrada en el parque de Veluwe. Cada hallazgo de cobre nos muestra el comercio con otros "países", debido a que el mineral de cobre no se encuentra en el suelo neerlandés.
La edad de bronce probablemente comenzó en algún lugar alrededor del 2000 a. C. Las herramientas de bronce en la tumba de "El herrero de Wageningen" ilustran su búsqueda de conocimiento. Después de este descubrimiento, aparecieron más objetos de la edad de bronce, como Epe, Drouwen, etc. Los muchos hallazgos de raros (y por ello valiosos) objetos como cuentas de estaño en un collar en Drenthe sugieren Drenthe como un centro de comercio de los Países Bajos en la Edad de Bronce.
La cantidad de objetos de bronce rotos, dispuestos para reciclar (Voorschoten) nos dice algo sobre el valor de este metal en la Edad de Bronce, que duró hasta cerca del 800 a C. La tipología de los objetos típicos de la Edad de Bronce holandesa es: cuchillos, espadas, hachas, brazaletes, etc. La mayoría de los objetos de la Edad de Bronce fueron encontrados en Drenthe. Un objeto muestra que los mercaderes viajaban lejos: grandes situalae (cubos) de bronce fueron manufacturadas en algún lugar en el este de Francia o en Suiza, para mezclar vino con agua (una costumbre greco-romana).
La Edad de Hierro trajo riquezas a los Países Bajos, porque el mineral de hierro se encontraba tanto en el Norte (moeras ijzererts) como en el Centro ("bolas" naturales con hierro en ellas, en Veluwe) así como en el Sur (hierro rojo cerca de los ríos en Brabante). Los herreros podían viajar de pequeño asentamiento en pequeño asentamiento con bronce y hierro, fabricando herramientas de encargo, como hachas, cuchillos, clavos, puntas de flecha, espadas... Hay incluso evidencia del uso de forjado "damast"; una evolucionada técnica para forjar el metal (espadas) con la ventaja del hierro flexible con la fuerza de acero.
La riqueza de los Países Bajos en la Edad de Hierro puede ser vista en la "Tumba del rey en Oss" (sobre el 500 a. C.). Allí, un verdadero rey fue enterrado con algunos objetos extraordinarios: una espada de hierro con un grabado de oro y coral. Fue enterrado en el mayor monte funerario de Europa Occidental, que tenía 52 m de ancho.
En la época de la llegada de los romanos, los Países Bajos se hallaban habitados por varias tribus germánicas que se habían asentado allí alrededor del 600 a. C., como los yubanti, los canninefates y los frisones. Tribus celtas se asentaron en el Sur, entre ellas los eburones, los menapios y los texuandri. Diversos germanos se asentaron el delta del Rin al comienzo de la ocupación romana, y formaron la tribu de los bátavos. Los bátavos fueron honrados como buenos soldados y combatieron en muchas batallas importantes, como la conquista de Dacia (Rumanía) por el emperador Trajano. En posteriores lecturas nacionalistas, los bátavos fueron nombrados los "verdaderos" ascendientes de los holandeses, como posteriormente en el nombre de la República Bátava.

## Edad Antigua

### Época romana

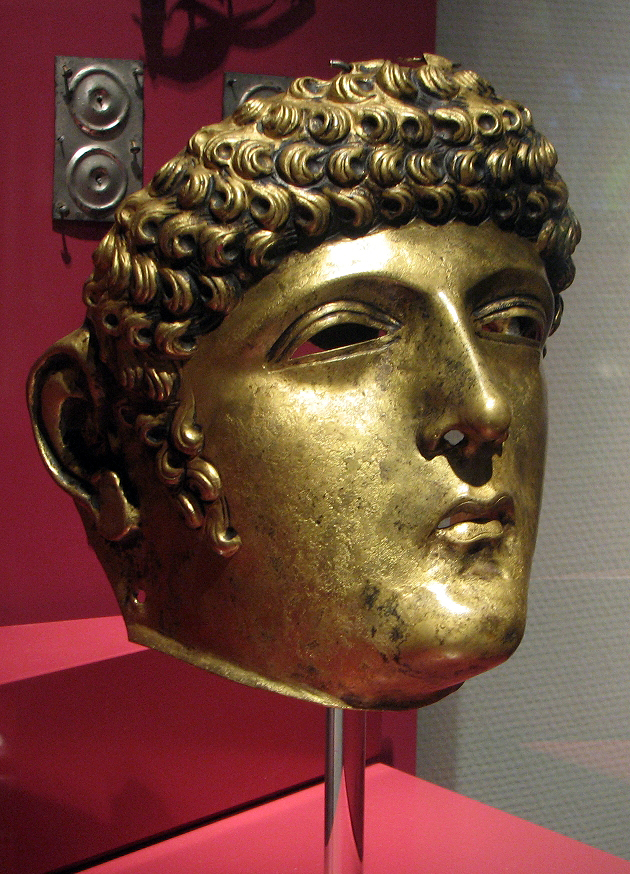
Máscara de un jinete romano, descubierta cerca de Leiden.

En el siglo I a. C., los romanos conquistaron la parte sur de los Países Bajos, donde crearon la provincia romana de Germania Inferior. Para la mayor parte de la zona ocupada por los romanos, el borde fronterizo estaba en el río Rin. Los romanos fueron los primeros en construir ciudades en los Países Bajos. Las más importante fueron Utrecht, Nimega y Maastricht. La parte norte de los Países Bajos, que estaba fuera del Imperio romano y que era el lugar donde los frisones vivían (y todavía lo hacen), fue fuertemente influenciada por su poderoso vecino del sur. Los romanos también introdujeron la escritura.
La relación con los habitantes originales fue buena en general; muchos bátavos sirvieron en la caballería romana. La cultura bátava fue influenciada por la romana, resultando, entre otras cosas, en templos de tipo romano como el de Elst, dedicado a los dioses locales. Sin embargo esto no impidió la rebelión bátava en el 69 d. C., una revuelta muy exitosa bajo el liderazgo del líder bátavo Cayo Julio Civilis. Cuarenta castellae fueron quemados porque los romanos violaron los derechos de los líderes bátavos al tomar a jóvenes bátavos como esclavos. Otros soldados romanos (como los de Xanten y las tropas auxiliares bátavas y caninefatas procedentes de las legiones de Vitelio) se unieron a la revuelta, que incluso dividió la parte norte del ejército romano. En abril del año 70, Vespasiano envió unas cuantas legiones para frenar la revuelta. Su comandante, Quinto Petilio Cerial, fue derrotado por los bátavos y comenzó negociaciones con Julio Civilis en su terreno, en algún lugar entre Waal y Maas cerca de Noviomagus (Nimega) o, como los bátavos probablemente lo llamaban, Batavodurum.
La civilización romana fue eliminada del área por las migraciones masivas de pueblos germánicos, lo que después sería conocido como Völkerwanderung.

## Edad Media

Reino frisio (500-734).

### Frisones
Los recién llegados se unieron a los habitantes originales para crear tres pueblos en los Países Bajos: los frisones (más concretamente, frisones occidentales) a lo largo de la costa, los sajones en el este y los francos en el sur. Los francos se convirtieron al cristianismo después de que su rey Clodoveo I lo hiciera en el año 496. Así, el cristianismo fue introducido en el norte gracias a la conquista de Frisia por los francos. Misioneros anglosajones como Vilibrordo y Bonifacio se implicaron activamente en la conversión de estas tribus a la fe cristiana. De hecho, Bonifacio fue martirizado en Dokkum en 754. Por otra parte, los sajones del este se convirtieron antes de la conquista de Sajonia y se aliaron con los francos.

### Francos

Expansión de los francos del 481 al 870.

Los Países Bajos pertenecían al imperio franco de Carlomagno, cuyo núcleo se encontraba en lo que hoy es Bélgica y el norte de Francia, y que se extendía además por el resto de Francia, Alemania, norte de Italia y otros territorios de Europa occidental. En 843, con el Tratado de Verdún, el Imperio quedó dividido en tres partes: Francia en el oeste, Alemania en el este y un imperio entre los dos, que abarcaba los Países Bajos, el este de Francia y el norte de Italia. Posteriormente, este imperio central se dividió; la mayor parte de los territorios de habla neerlandesa se integró en Alemania y Flandes se incorporó a Francia.

### Incursiones vikingas
Entre los años 800 y 1000, los Países Bajos padecieron los saqueos de los vikingos. Sus ataques eran muy virulentos (una de estas incursiones destruyó la rica ciudad de Dorestad). De 850 a 920, la mayor parte del país fue ocupado por este pueblo belicoso. Francia y Alemania luchaban por el dominio del imperio central, al tiempo que los vikingos querían restaurar el reino frisio que había sido sometido 150 años antes por los francos. La resistencia al poder vikingo se centró, si acaso, en la nobleza local, que ganó prestigio como consecuencia. Finalmente, la supremacía vikinga terminó en 920, cuando el rey Enrique I de Alemania liberó Utrecht.

### El Sacro Imperio Romano

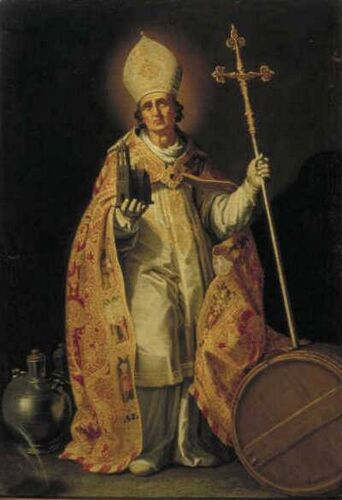
El episcopologio de Utrecht cuenta con numerosos obispos venerados como santos en la Iglesia católica. Entre los más famosos está el primer pastor de la diócesis, Willibrord de Utrecht.

Los reyes y emperadores alemanes dominaron los Países Bajos durante los siglos X y XI. Alemania recibió la denominación de Sacro Imperio Romano tras la coronación de Otón I el Grande como emperador. La ciudad neerlandesa de Nimega fue un lugar significativo para los emperadores germanos; varios de ellos nacieron y murieron allí. Utrecht, por otro lado, era también una ciudad importante con un destacable puerto comercial.
Buena parte del oeste de los Países Bajos (lo que es hoy la región de Holanda) apenas estuvo habitada desde el final de la era romana hasta comienzos del siglo XII. Hacia el año 1000, granjeros de Flandes y Utrecht comenzaron a comprar terrenos pantanosos, para drenarlos y cultivarlos. Este proceso se desarrolló con rapidez y en pocas generaciones se logró colonizar las tierras antes deshabitadas. Se establecieron granjas independientes que no formaban parte de las aldeas, lo que constituía una peculiaridad en la Europa de aquella época. Antes de que esto ocurrieran, la lengua y cultura de las gentes de Holanda eran predominantemente frisias. Esta área era conocida como Frisia occidental (Westfriesland). No obstante, según fue avanzando el proceso de colonización, la cultura de los francos fue imponiéndose. En el siglo XII, la zona ya era conocida con el nombre de Holanda.
Alrededor del año 1000, surgieron varias innovaciones en las técnicas de cultivo (descritas en ocasiones como "revolución agrícola") que supusieron un aumento en la producción, especialmente en la de alimentos. La economía empezó a crecer a un ritmo rápido, y la mayor productividad permitió a los trabajadores cultivar más tierras o dedicarse al comercio. Pronto se crearon los gremios y se desarrollaron los mercados como consecuencia de que la producción excediera las necesidades locales. Además, la introducción de la divisa facilitó mucho la actividad comercial. Los núcleos urbanos ya existentes crecieron y nuevos asentamientos surgieron en torno a monasterios y castillos, al tiempo que una nueva clase media de mercaderes comenzó a tomar forma en esas zonas urbanas. Como resultado del crecimiento económico, también aumentó la población.
Las Cruzadas fueron populares en los Países Bajos y muchos se unieron para ir a luchar en Tierra Santa. Mientras tanto, había una relativa paz en Europa, pues los saqueos vikingos, húngaros y musulmanes habían cesado. Tanto las Cruzadas como esta paz relativa contribuyeron a la expansión del comercio.
Las ciudades florecieron, especialmente aquellas de Flandes y Brabante. Al tiempo que las ciudades crecían en riqueza y poder, empezaron a comprar ciertos privilegios al soberano, incluyendo el derecho al autogobierno y a aprobar sus propias leyes. En la práctica, esto supuso que las ciudades más ricas se convirtieran en repúblicas casi independientes. Dos de las ciudades más importantes fueron Brujas y Amberes, que alcanzarían gran relevancia a nivel europeo.
El Sacro Imperio Romano se mostró incapaz de mantener la unidad política. Además de la creciente independencia de las ciudades, los gobernantes locales transformaron sus ducados y condados en reinos privados y se sentían poco obligados a obedecer al emperador, cuyo poder era tan solo nominal en buena parte del Imperio. Una gran parte de lo que actualmente son los Países Bajos estaba gobernada por el conde de Holanda, el duque de Güeldres, el duque de Brabante y el obispo de Utrecht. En el norte, Frisia y Groninga mantuvieron su independencia y eran gobernadas por la pequeña nobleza.
Los varios estados feudales se encontraban en una condición de casi guerra continua. Güeldres y Holanda luchaban por el control de Utrecht. Por su parte, Utrecht - cuyo obispo, en el año 1000, había llegado a gobernar sobre más de la mitad de lo que hoy son los Países Bajos - se vio marginada debido a las continuas dificultades que experimentaba para elegir nuevos obispos, mientras que las dinastías de los estados vecinos eran más estables. Groninga, Drente y la mayor parte de Güeldres, que había formado parte de Utrecht, se independizaron. Brabante trató de someter a sus vecinos, aunque sus intentos fracasaron. Holanda también intentó asegurar su supremacía en Zelanda y Frisia, pero tampoco tuvo éxito.
En el norte, Frisia conservó su independencia durante este período. Poseía sus propias instituciones (cuyo conjunto recibía el nombre de Libertad Frisia) y se oponía a la imposición del sistema feudal que se podía encontrar en otras localidades europeas. El grito de guerra frisio era «mejor muerto que esclavo». A pesar de todo ello, los frisios perdieron su independencia cuando fueron derrotados en 1498 por los mercenarios lansquenetes alemanes del duque Alberto III de Sajonia-Meissen.

### Período borgoñón

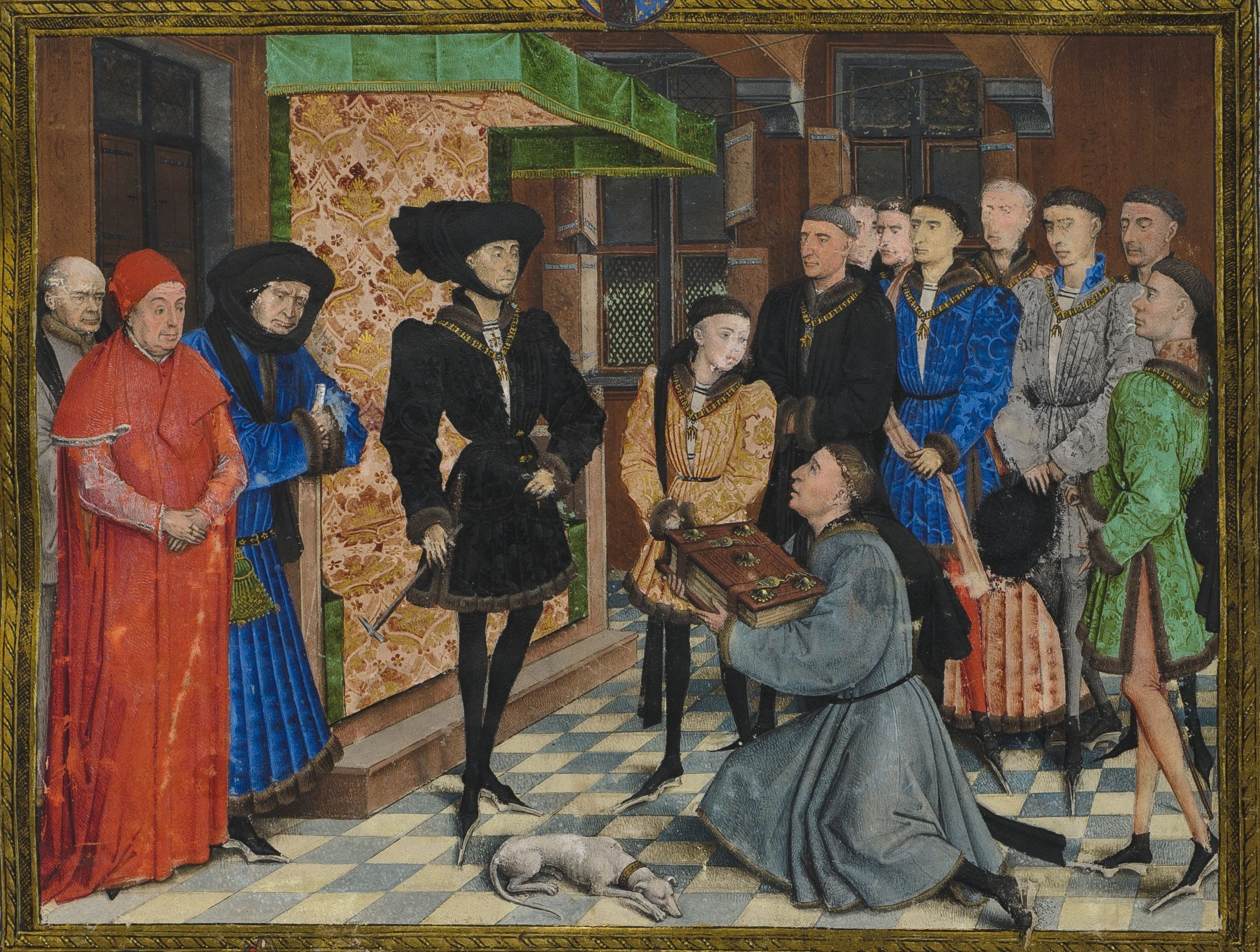
Carlos el Temerario, de niño, junto a su padre, Felipe el Bueno.

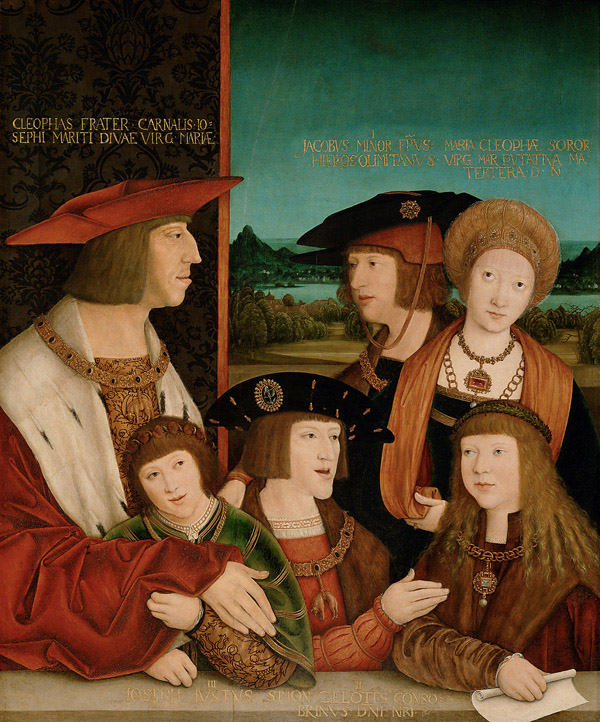
El emperador Maximiliano I y su familia; con su hijo Felipe el Hermoso, su esposa María de Borgoña, sus nietos Fernando I y Carlos V, y Luis II de Hungría (esposo de su nieta María de Austria).

A mediados del siglo XV, buena parte del territorio que hoy conforman los Países Bajos y Bélgica fue unificada por el duque de Borgoña Felipe el Bueno. Antes de la unión borgoñona, los neerlandeses se identificaban con su ciudad, su condado o ducado local o como súbditos del Sacro Imperio Romano. Tras unos años de conflicto, la condesa de Holanda fue depuesta en favor de los duques borgoñones. Güeldres se oponía al dominio borgoñón y trató de crear su propio estado en el noreste de los Países Bajos y noroeste de Alemania. Debido a la falta de dinero, Güeldres hizo que sus soldados se proveyeran de lo que necesitaran mediante el saqueo de los territorios enemigos. Estos soldados supusieron una gran amenaza para los Países Bajos borgoñones. Un acontecimiento notorio fue el saqueo de La Haya. Güeldres estaba aliada con Francia, Inglaterra y Dinamarca, los cuales querían poner fin a la prosperidad de Flandes y al dominio borgoñón sobre los Países Bajos.
La política de la Casa de Borgoña se ajustó a la pluralidad de sus dominios. El Duque Felipe implementó un proyecto de concentración de la autoridad política, y de un ejercicio del poder enérgico, respetando los particularismos políticos de cada uno de sus dominios. Así estableció una asamblea y designó un Gobernador en cada uno de sus territorios. Su hijo Carlos el Temerario trató de completar la obra de su padre, de manera que las asambleas provinciales participaran en un Parlamento representativo de todos los dominios neerlandeses, e incluso proyectó el establecimiento de una moneda única. Sin embargo, la crisis política de 1477 inducida tras su fallecimiento en combate, obligó a su hija María a conceder a sus dominios el Gran Privilegio, que representó la opción particularista de los diminios de la Casa de Borgoña. La Duquesa y su marido, heredero imperial Maximiliano de Habsburgo, ostentaron la titularidad de territorios que disfrutaban de un considerable grado de soberanía política y representatividad institucional. Bajo estas premisas, sus dominios disfrutaron de un bienestar y un esplendor cultural probablemente no conocidos durante la Edad Media en Europa.
El comercio neerlandés se desarrolló rápidamente, especialmente en la navegación y el transporte, con Holanda al frente de sus aspiraciones en el Báltico, pero también en el mar del Norte. Aunque dentro de los Países Bajos Borgoñones las aspiraciones holandesas (y zelandesas) seguían teniendo objeciones (sus intereses no siempre se alineaban con las ciudades de regiones como Flandes), por lo general contaban el respaldo y apoyo activo de Felipe el Bueno para sus pretensiones contra la Liga Hanseática. A comienzos del siglo XV, Holanda aún no tenía capacidad para enfrentarse en toda regla a la Liga Hanseática, por lo que tuvo que echar mano de la guerra corsaria, sobre todo durante su conflicto con los hanseáticos a finales de la década de 1430. Tras la caída de Erico de Pomerania en la Unión de Kalmar, la flota holandesa pudo tomar el control del paso norte del Sund por poco tiempo, pero finalmemnte fue expulsada por los hanseáticos. Si bien, la experiencia ganada en la guerra haría que poco después podrían vérselas en igualdad de condiciones con ciudades hanseáticas como Bremen y Stettin. Ámsterdam crecería durante la segunda parte del siglo y, con el Báltico abierto tras la Paz de Copenhague, se convirtió en el principal puerto comercial de Europa Occidental para el grano procedente de la región báltica. Ámsterdam distribuía grano a las ciudades más importantes de Bélgica, norte de Francia e Inglaterra.

## Edad Moderna

### La Lucha por la Independencia y la Edad de Oro
Los Países Bajos son el primer ejemplo persistente de economía moderna. Este tema se desarrolla más ampliamente en el artículo Historia económica de los Países Bajos (1500-1815).

#### La guerra de los Ochenta Años

Bandera de la revuelta de los Países Bajos — naranja, blanco, azul.

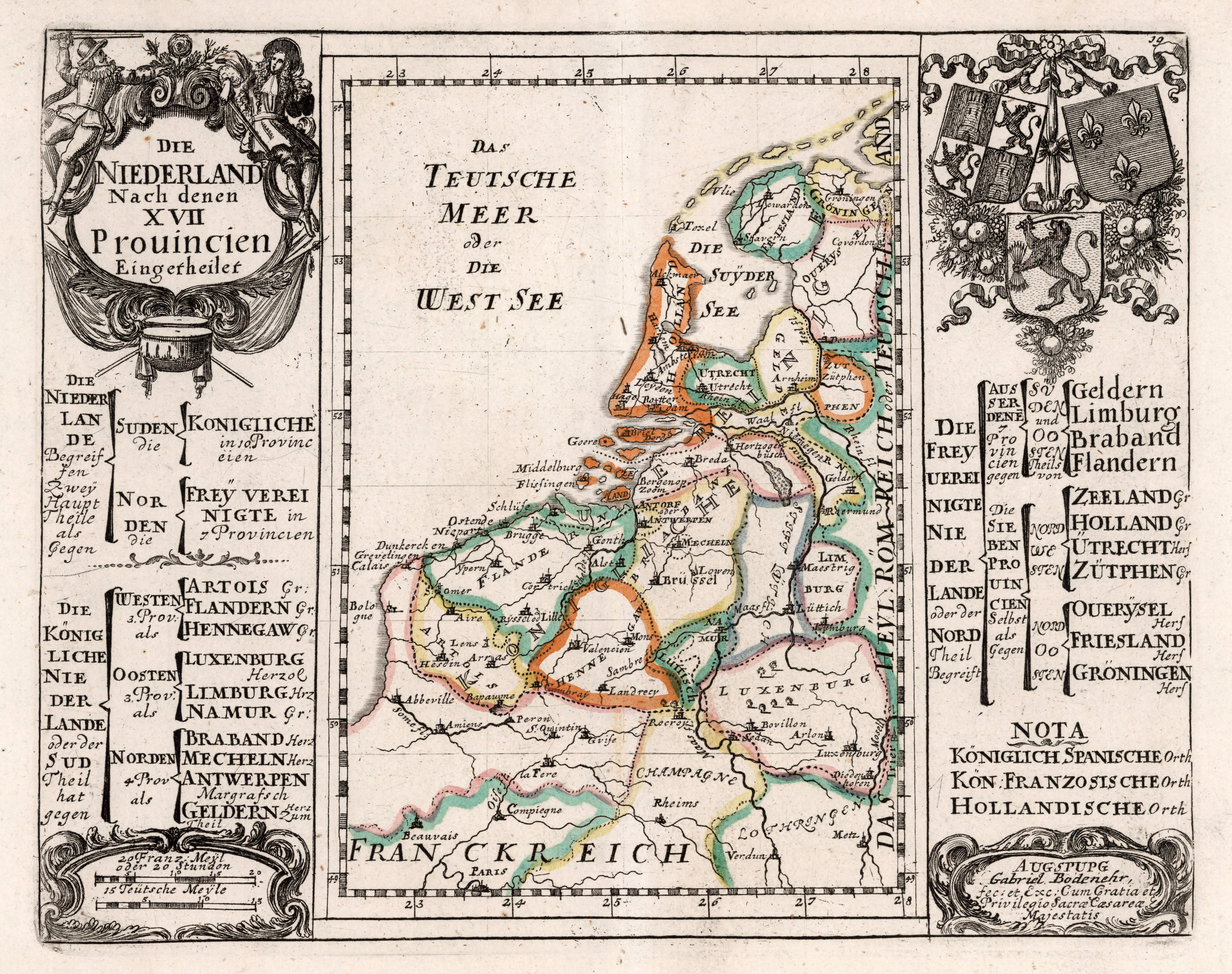
Mapa de las Diecisiete Provincias de Gabriel Bodenehr

En el siglo XVI, por herencia y conquista, todos los Países Bajos llegaron a estar bajo el mandato de la dinastía de los Habsburgo con el emperador Carlos V, quien los unificó en un solo estado. El este de Holanda solo fue ocupado unas décadas antes de la lucha de los holandeses por su independencia. Sin embargo, en 1548, ocho años antes de su abdicación del trono, el Emperador Carlos V garantizó el estatus de las Diecisiete Provincias de Holanda como una entidad separada tanto del Imperio como de Francia. Esta Pragmática Sanción de 1549 no fue de independencia plena, pero permitió una autonomía significativa.
Al Emperador Carlos le sucedió su hijo Felipe II de España. A diferencia de su padre, que había crecido en Gante (Bélgica), Felipe tuvo poco apego personal con los Países Bajos (donde solo estuvo durante cuatro años), y así la nobleza local lo consideró indiferente hacia su estado. Como católico devoto Felipe estaba consternado por el éxito de la Reforma protestante en los Países Bajos, que llevó a un aumento en el número de calvinistas. Sus intentos de reforzar la persecución religiosa de los Protestantes y sus esfuerzos por centralizar el gobierno, la justicia y los impuestos le hicieron impopular y le condujeron a una revuelta. Los holandeses lucharon por su independencia de España, lo que originó la guerra de los Ochenta Años (1568-1648). Siete provincias rebeldes se unieron en la Unión de Utrecht en 1579 y formaron la República de los Siete Países Bajos Unidos (también conocida como las "Provincias Unidas").
Guillermo de Orange (Slot Dillenburg, 24 de abril de 1533-Delft, 10 de julio de 1584), el fundador de la familia real holandesa, lideró a los holandeses durante la primera parte de la guerra. Los primeros años fueron un éxito para las tropas españolas. Sin embargo, los asedios siguientes en Holanda fueron contrarrestados por los holandeses. El rey de España perdió el control de los Países Bajos después de que soldados españoles amotinados saqueasen Amberes y matasen a 10 000 habitantes. Los católicos conservadores del sur y el este apoyaron a los españoles. Los españoles recuperaron Amberes y otras ciudades flamencas y holandesas. Recuperaron la mayor parte del territorio en los Países Bajos (pero no en Flandes, teniendo como resultado la separación histórica entre los Países Bajos y Flandes). Flandes era el territorio antiespañol más radical. Muchos flamencos huyeron a Holanda, entre ellos, la mitad de la población de Amberes, 3/4 de Brujas y Gante y toda la población de Nieuwpoort, Dunkerque y el campo. La guerra continuó interminablemente durante otros 60 años, pero el enfrentamiento principal había terminado. La Paz de Westfalia, firmada el 30 de enero de 1648, confirmó la independencia de las Provincias Unidas de España y Alemania. Los holandeses ya no se consideraban a sí mismos como alemanes desde el siglo XV. La identidad nacional se formó principalmente por la provincia de la que procedía la mayoría de la población. Puesto que Holanda era con diferencia la provincia más importante, la República de las Siete Provincias llegó a ser conocida como Holanda en los países extranjeros.
Estos sucesos formaron parte de una lucha más amplia. Véase la Armada Española para ampliar información.

#### La Edad de Oro

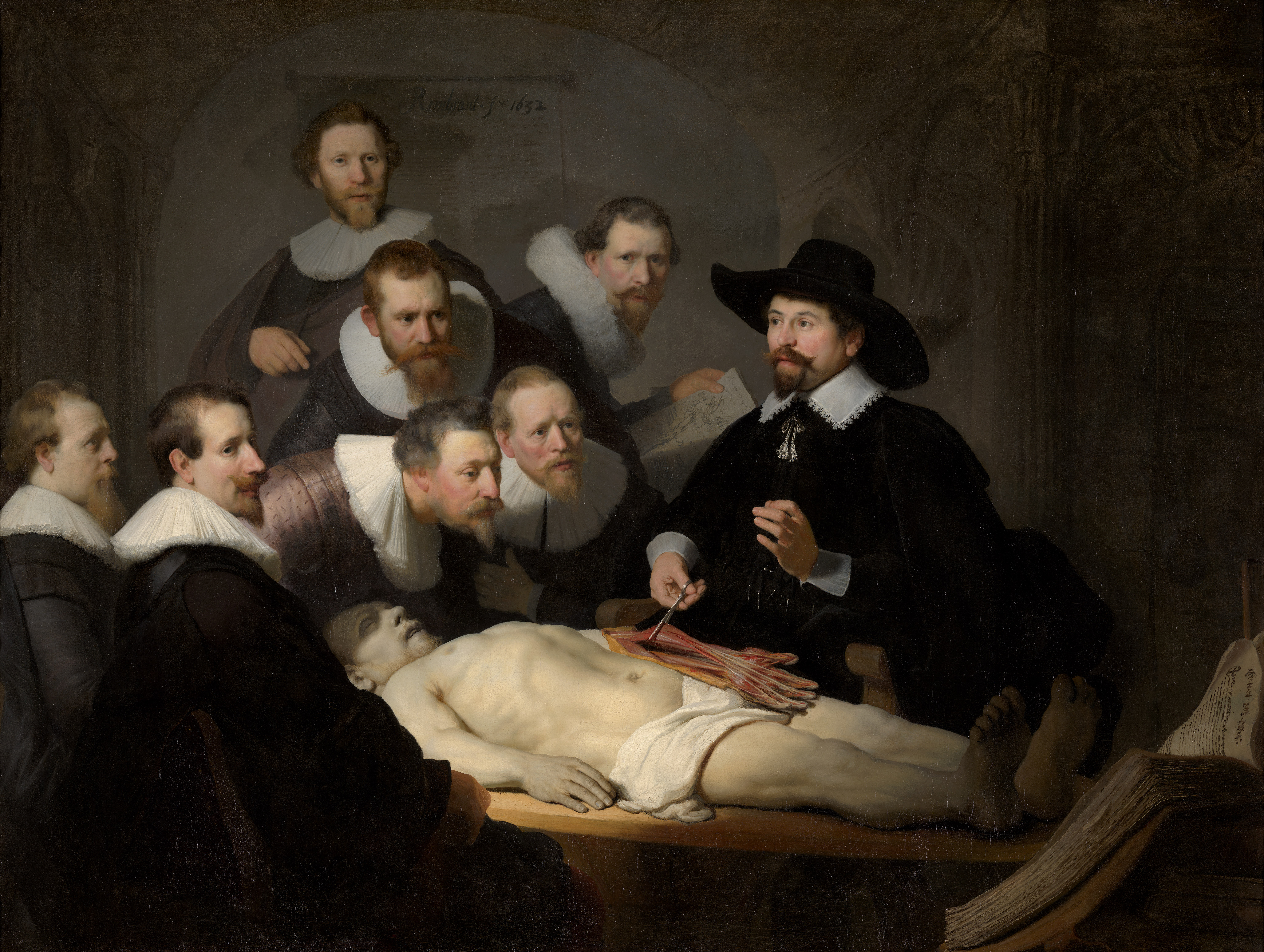
Lección de anatomía del Dr. Nicolaes Tulp.

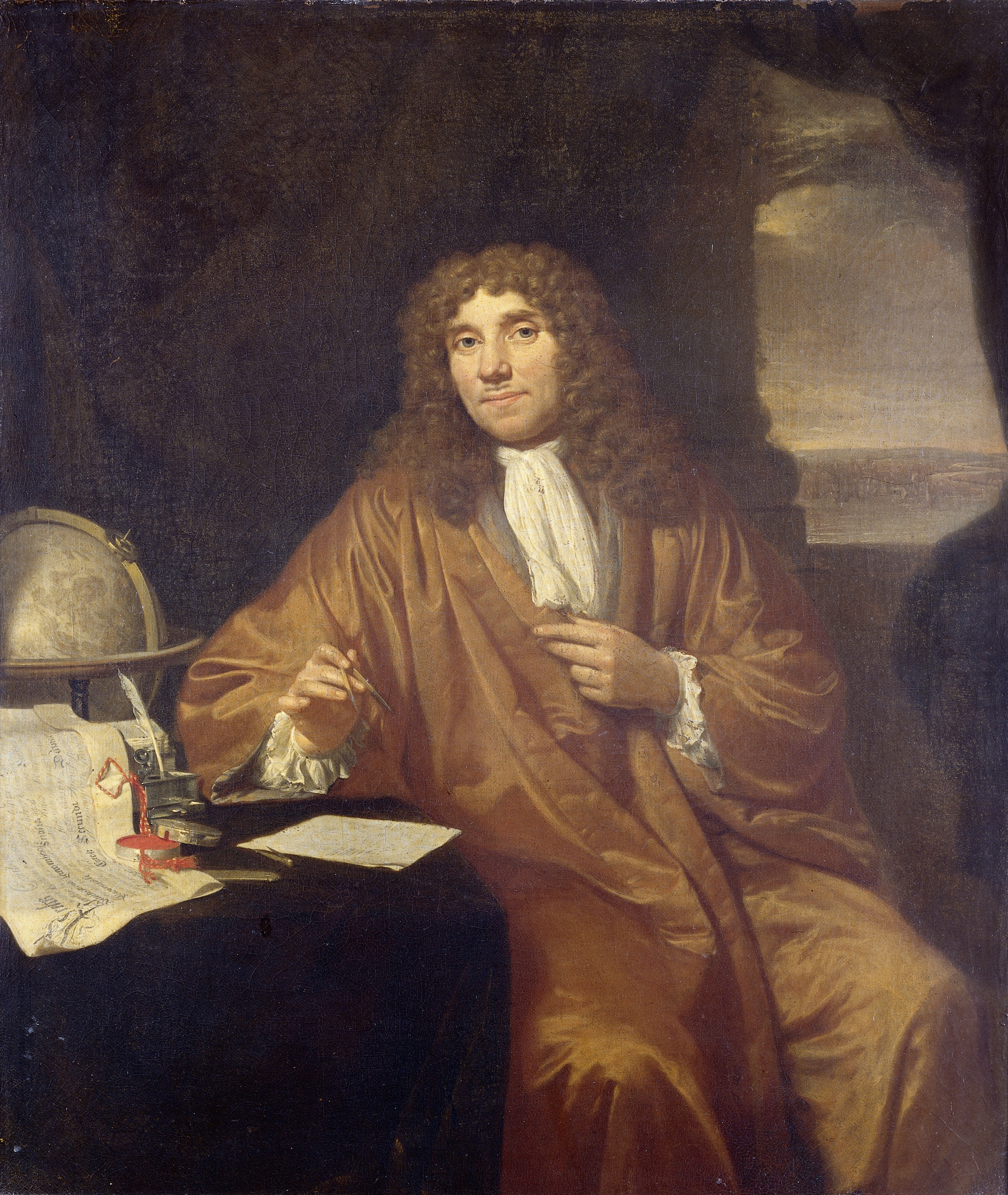
Anton van Leeuwenhoek fue un hombre de negocios y científico en la Edad de Oro.

Durante la guerra de los Ochenta Años las provincias holandesas se convirtieron en el centro comercial más importante del norte de Europa, desplazando a Flandes; los barcos holandeses cazaban ballenas en la costa de Svalbard, comerciaban con especias en la India e Indonesia (a través de la Compañía Neerlandesa de las Indias Occidentales) y fundaron colonias en Nueva Ámsterdam (hoy Nueva York), Sudáfrica y las Indias Orientales. Además, algunas colonias portuguesas fueron conquistadas, principalmente en nordeste de Brasil, Angola, Indonesia y Ceilán. Esta nueva nación floreció cultural y económicamente, creando lo que el historiador Simon Schama llamó "an embarrassment of riches" (tener tantas cosas buenas que es difícil elegir). La especulación del comercio de tulipanes condujo a una quiebra del mercado en 1637, la crisis económica fue superada pronto. Debido a este desarrollo, el siglo XVII lleva el sobrenombre de la Edad de Oro de los Países Bajos. Como los Países Bajos eran una república estaban gobernados más por una aristocracia de comerciantes urbanos, llamados los regentes, que por un rey. Cada ciudad y provincia tenía su propio gobierno y leyes y un grado alto de autonomía. Después de varios intentos infructuosos de encontrar un soberano competente, se decidió que la soberanía sería conferida a varios estados provinciales, los cuerpos de gobierno de las provincias. Los Estados Generales, con sus representantes de todas las provincias, decidiría aquellas cuestiones importantes para toda la República. Sin embargo, a la cabeza de cada provincia estaba el estatúder de esa provincia, un puesto ocupado por un descendiente de la Casa de Orange. Normalmente el puesto de estatúder de varias provincias era ocupado por un único hombre.
En 1650 el estatúder Guillermo II, Príncipe de Orange murió repentinamente de viruela; su hijo, el último estatúder y rey de Inglaterra, Guillermo III, nació solo 8 días después, por tanto, dejó a la nación sin un sucesor obvio. Desde la concepción de la República, había habido una lucha constante por el poder entre los 'regentes', una elite informal de ciudadanos acomodados, por un lado, y la Casa de Orange, por el otro, cuyos partidarios, Orangistas, se encontraban principalmente entre el pueblo llano. Por el momento, los regentes aprovecharon la oportunidad: no habría nuevo estatúder (en Holanda) durante los próximos 22 años. Johan de Witt, un político y diplomático brillante, surgió como la figura dominante. Los Príncipes de Orange se convirtieron en estatúder y en gobernantes casi hereditarios en 1672 y 1748. La República Holandesa de las Provincias Unidas fue una auténtica república solamente desde 1650 a 1672 y desde 1702 a 1748. A estos períodos se les llama la Primera y Segunda Era sin estatúder.

### La revolución bátava
Al final del siglo XVIII, crecía la inquietud en los Países Bajos. Había un conflicto entre los Orangistas, que querían que el estatúder Guillermo V de Orange tuviera más poder, y los Patriotas, que estaban influidos por las revoluciones francesa y de los Estados Unidos, querían una forma de gobierno más democrática. El "disparo inicial" de ésta ... Revolución Bátava puede ser considerada el Patriottentijd ("tiempo de los patriotas") a partir del manifiesto publicado en 1781 por Joan van der Capellen tot den Pol, fundador de los 'Patriotas': Aan het Volk van Nederland (Al pueblo de los Países Bajos).

## Edad Contemporánea

### Reino Unido de los Países Bajos

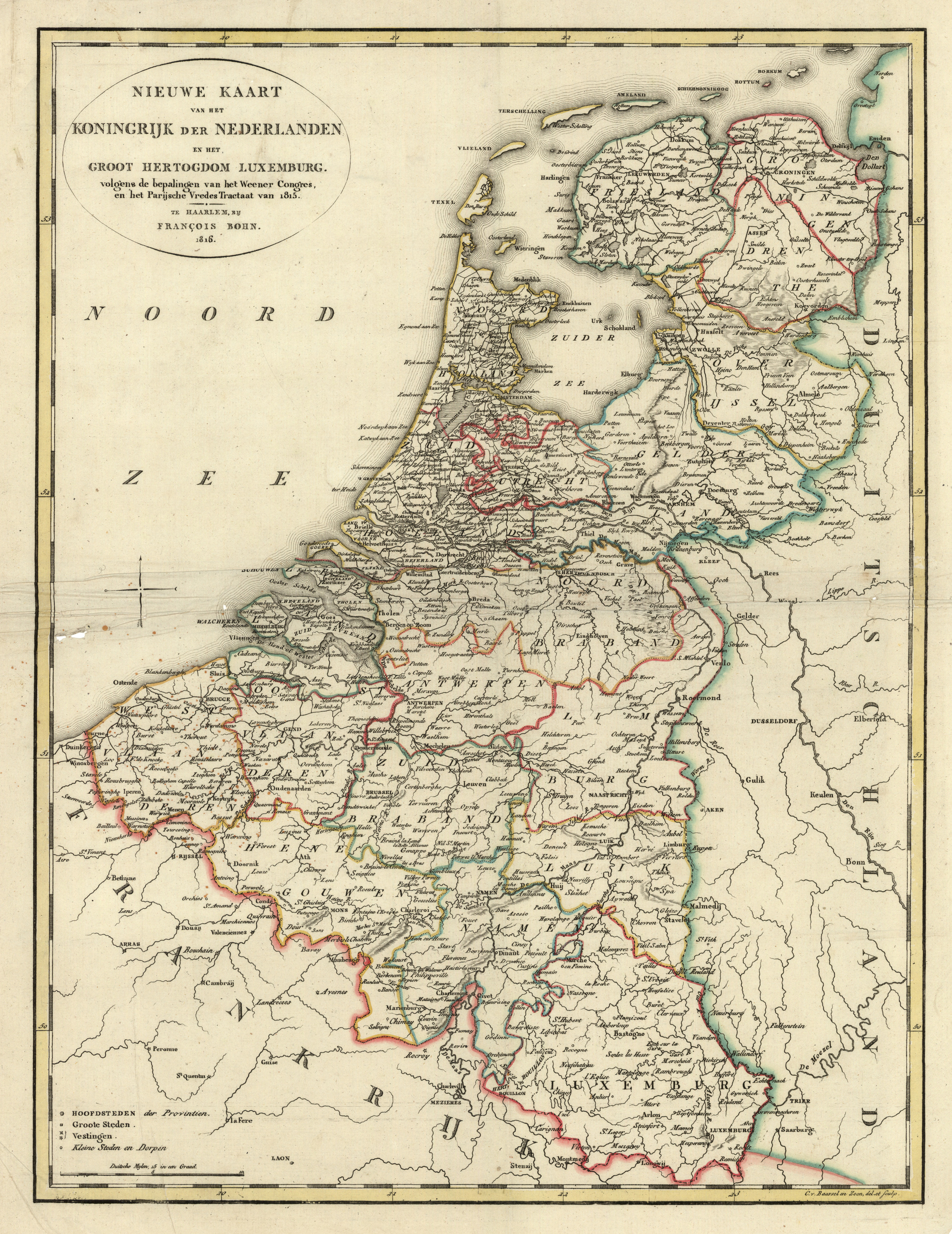
Mapa de Reino Unido de los Países Bajos y Luxemburgo, 1815

Después de ser incorporado al Imperio francés bajo el mando de Napoleón I, fue formado, en 1815, un Reino Unido de los Países Bajos que incluía a las actuales Bélgica y Luxemburgo. Los belgas ganaron su independencia en 1830 y Luxemburgo hizo lo propio años después. Durante el siglo XIX el país tardó en industrializarse en comparación con Alemania o Francia.
Cuando los Países Bajos fueron la segunda nación en reconocer la independencia de los Estados Unidos, los británicos le declararon la guerra. Esta guerra fue un desastre para los Países Bajos, particularmente en lo económico. Con el tratado de paz, según Fernand Braudel, "se arrodilló la grandeza holandesa".

### La República Bátava y el dominio francés

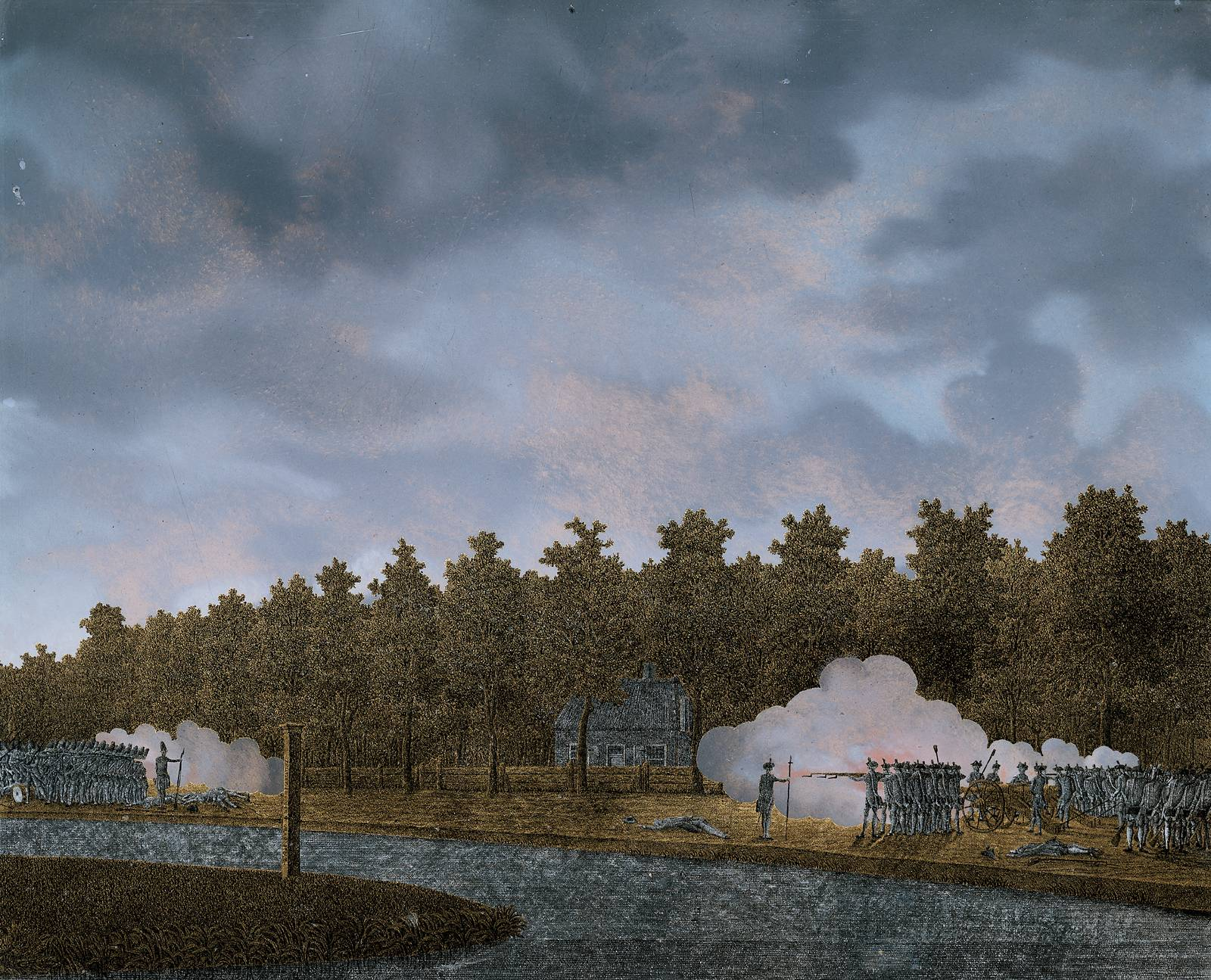
Los pro-revolucionarios Utrecht están a la derecha; las tropas del estadista Guillermo V, Príncipe de Orange a la izquierda.

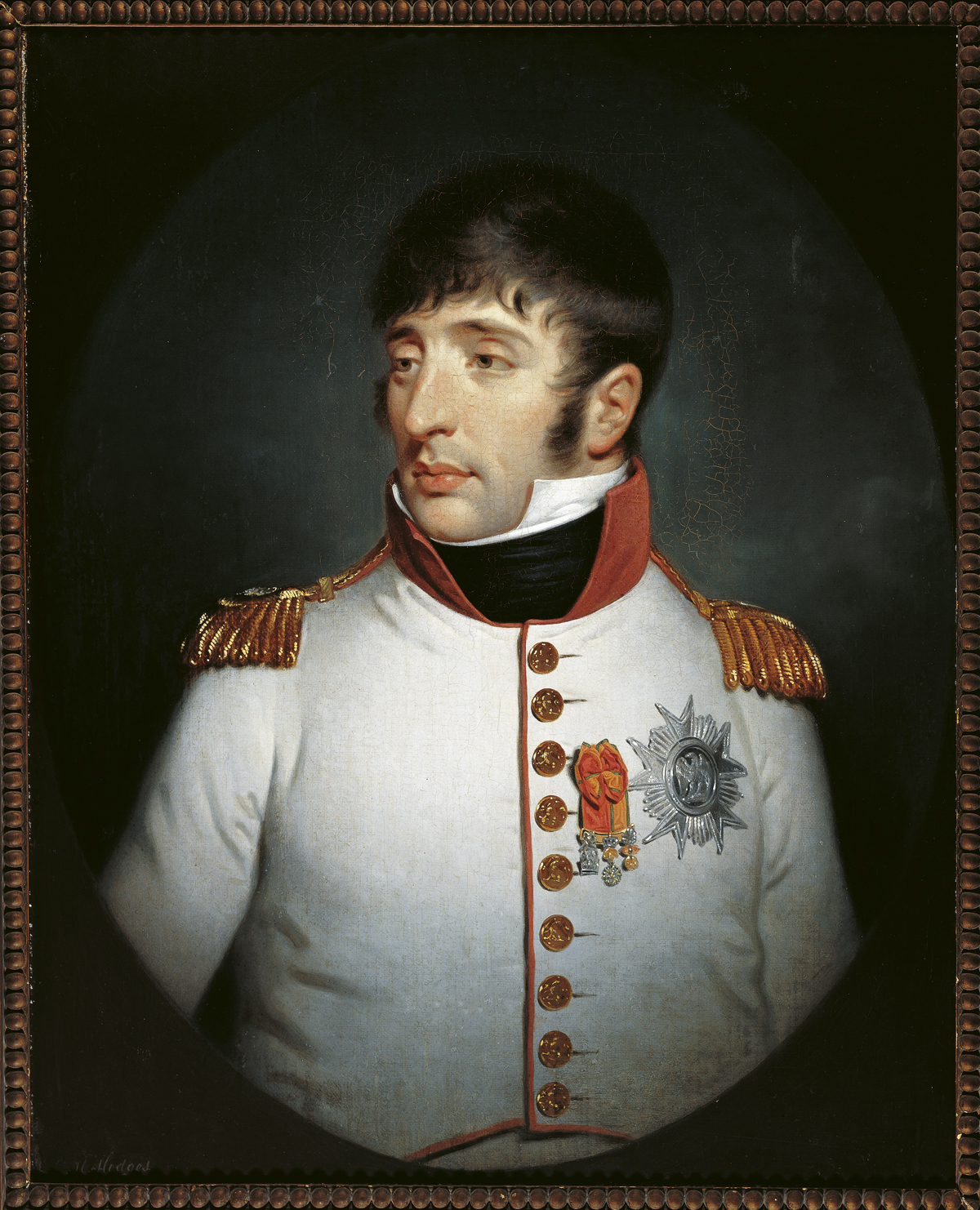
Luis Bonaparte, rey de Holanda.

Desde 1778 en las Provincias Unidas se fue consolidando un «partido patriota» simpático a las ideas de los ilustrados franceses de la segunda mitad del siglo XVIII. Contrario a la oligarquía dirigente, al poder del estatúder y también a la Iglesia oficial (la calvinista), este incipiente partido agrupaba a distintos elementos procedentes de la burguesía (industriales, comerciantes y banqueros), a miembros de minorías religiosas y a otros sectores minoritarios, como impresores, editores o profesores.
A principios de 1795, apoyados por las tropas francesas, los patriotas neerlandeses entraron en las Provincias Unidas. La entrada de los franceses y los patriotas provocó el estallido en Ámsterdam, Utrecht y La Haya de una revolución interna, conocida en la historiografía neerlandesa como la Revolución bátava. Hacia el 19 de enero el estatúder Guillermo había perdido el control del país y se vio obligado a huir a Gran Bretaña, desde donde pidió a diversas autoridades neerlandesas su cooperación con los británicos contra la nueva república. Tras estos acontecimientos fue fundada la República Bátava por los franceses y los bátavos, como se denominarían los políticos revolucionarios neerlandeses. El nombre de la República procedía de los antiguos bátavos, una tribu germánica que había vivido en la zona en el momento de la conquista romana. 

### La monarquía

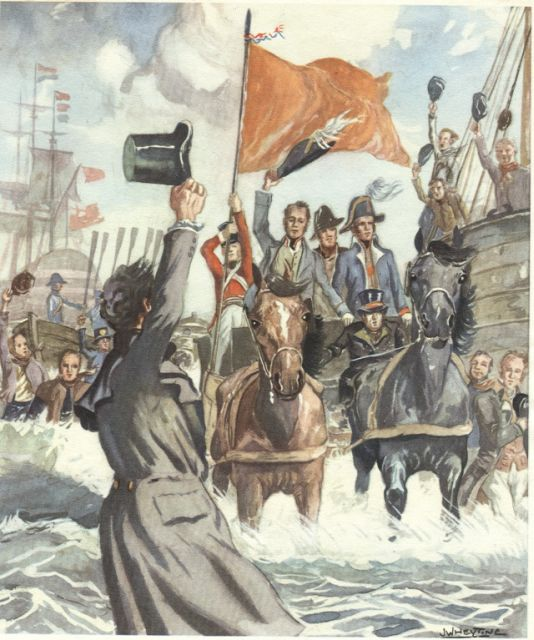
Desembarco del futuro rey Guillermo I en Scheveningen el 30 de noviembre de 1813.

El Congreso de Viena ocasionó dos importantes cambios: el control colonial sobre Indonesia fue perdido y el Norte y Sur de los Países Bajos se unificaron. En 1815 el país se convirtió en una monarquía cuando el hijo del último estatúder, Guillermo V de Orange-Nassau príncipe de Orange, ascendió al trono como el Rey Guillermo I y adicionalmente se convirtió en gran Duque de Luxemburgo. Bajo el reinado de Guillermo I los Países Bajos comprendían el territorio actual y Bélgica con dos capitales Ámsterdam y Bruselas, pero rápidamente la minoría francófona comenzó a sentirse relegada. Las principales diferencias entre el norte y el sur fueron las religiosas (el norte era mayoritariamente protestante mientras el sur era católico), las económicas y las lingüísticas. Finalmente estas tensiones provocaron que en 1830 los Belgas se declararan independientes de los Países Bajos y aunque el rey Guillermo I envío un año más tarde las tropas, la movilización de las tropas francesas en favor de la causa belga, lo hizo desistir de cualquier enfrentamiento. Solo ocho años más tarde, en 1839, los Países Bajos reconocieron oficialmente la independencia de Bélgica.
Aunque en los Países Bajos no hubo eventos importantes relacionados con el agitamiento vivido en toda Europa en 1848 demandando la liberalización de los estados, el rey Guillermo II promovió reformas liberales y democráticas que incluyeron una nueva constitución escrita por Johan Rudolf Thorbecke que entró en vigor el 3 de noviembre de ese año y en la que el monarca perdió buena parte de sus atribuciones y se prestó particular interés en proteger las libertades civiles.
La ascensión de la reina Guillermina al trono de los Países Bajos en 1890 significó la separación de estos y Luxemburgo, debido a que el título de Gran Duque no puede ser heredado por una mujer.

### SigloXX

#### Hasta 1939

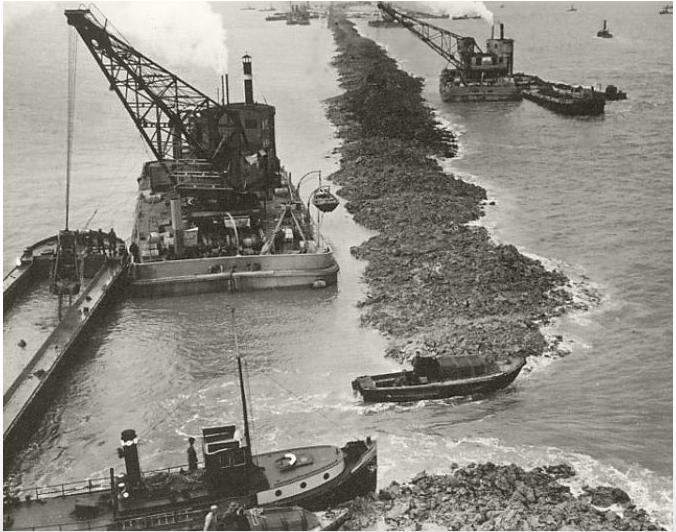
El Afsluitdijk, el dique que cierra el Zuiderzee, se construyó entre 1927 y 1933. Los proyectos de obras públicas como este fueron una forma de lidiar con el alto desempleo durante la Gran Depresión.

A pesar de que los Países Bajos movilizaron sus tropas en agosto de 1914, permanecieron neutrales durante la Primera Guerra Mundial. La invasión alemana de Bélgica aquel mismo año condujo a muchos refugiados belgas (en torno a un millón) a buscar cobijo en el país. Dado que los neerlandeses se encontraban rodeados por países en guerra y el mar del Norte no era seguro para la navegación civil, los alimentos escasearon y se hizo necesario recurrir al racionamiento. Con el final del conflicto en 1918, la situación regresó a la normalidad.
Ambas cámaras del Parlamento eran elegidas por el pueblo, pero a comienzos del siglo XX solo podían votar los varones mayores de edad con cierto nivel de ingresos. En 1917 se estableció el sufragio universal masculino (eliminándose así la barrera de los ingresos) y en 1922 se concedió el voto a la mujer. La introducción de sufragio universal favoreció más a los partidios cristianos y a los laboristas, que serían parte de cada gobierno antes los años 1970.
La Gran Depresión de 1929 tuvo efectos muy negativos para la economía neerlandesa. Como el gobierno de Henrik Colijn se negó a cambiar su política económica y a salir del patrón oro, los Países Bajos tardaron más tiempo en recuperarse de la crisis que otros países europeos. La depresión provocó mucho desempleo y pobreza, además de un creciente descontento social. El auge del nacionalsocialismo en Alemania no pasó inadvertido en los Países Bajos, en los que surgió el temor a un nuevo conflicto armado. A pesar de ello, la opinión mayoritaria entre los neerlandeses era que Alemania respetaría la neutralidad de los Países Bajos.

#### Segunda Guerra Mundial

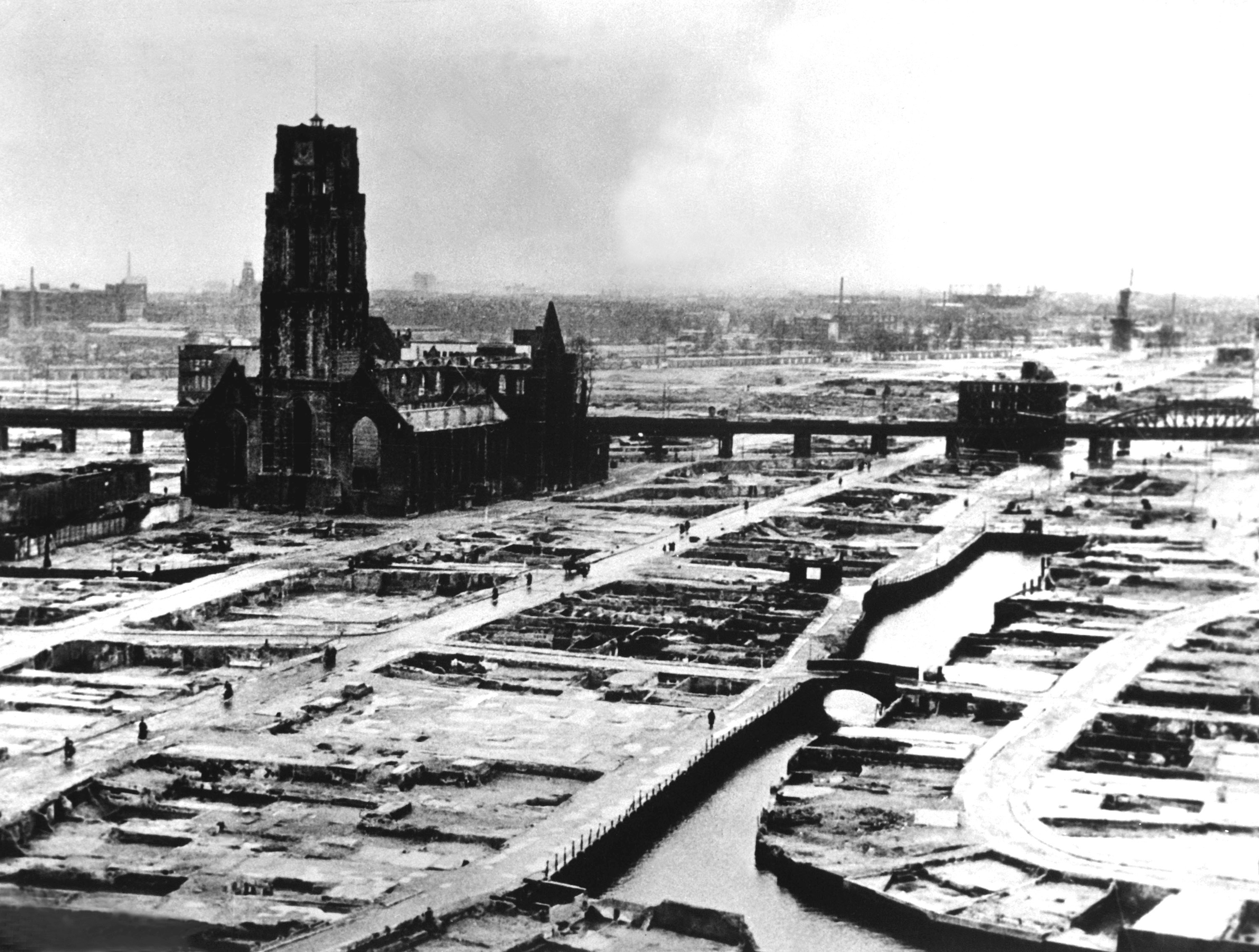
Bombardeo de Róterdam.

Al estallar la Segunda Guerra Mundial en 1939, los Países Bajos declararon su neutralidad una vez más. No obstante, el 10 de mayo de 1940 la Alemania nazi lanzó un ataque contra los Países Bajos y Bélgica y conquistó, en poco tiempo, la mayor parte del país. Las mal equipadas tropas neerlandesas pudieron hacer muy poco; el 14 de mayo ya sólo quedaban unas pocas bolsas de resistencia. Sin embargo, aquel día la Luftwaffe (fuerza aérea alemana) bombardeó Róterdam, la segunda ciudad más importante del país, matando a 800 personas y destruyendo buena parte de la ciudad, lo que dejó sin hogar a 78 000 personas. Tras este bombardeo y las amenazas alemanas de realizar uno similar en Utrecht, los Países Bajos capitularon el 15 de mayo (excepto la provincia de Zelanda). La familia real y algunas tropas huyeron al Reino Unido. Algunos miembros de la familia real vivieron en Ottawa (Canadá) hasta la liberación aliada.
La persecución de los judíos en los Países Bajos (unos 140 000 al comienzo de la guerra) empezó poco después de la invasión. Tan solo sobrevivieron unos 40 000 hasta el final de la guerra. Es muy conocido el caso de la judía Anne Frank, que más tarde alcanzaría fama mundial cuando su diario, escrito mientras permanecía escondida de los alemanes, fue publicado. Anne Frank fue descubierta e internada en un campo de concentración, en el que murió poco antes de que fuese liberado.
Fuerzas japonesas invadieron las Indias Orientales Neerlandesas el 11 de enero de 1942; allí, los neerlandeses se rindieron el 8 de marzo, después de que los japoneses desembarcaran en Java. Sin embargo, muchos navíos y militares holandeses lograron alcanzar Australia, desde donde lucharon contra los japoneses.
En Europa, después de su desembarco en Normandía en junio de 1944, los Aliados avanzaron rápidamente hacia la frontera neerlandesa. La Operación Market Garden en septiembre logró capturar algunos puentes de los ríos más importantes, y la región al sur de estos ríos pudo ser liberada entre septiembre y noviembre. Sin embargo, el resto del país, en el que se hallaba la mayor parte de la población, no fue liberado hasta el final de la guerra. El invierno 1944-1945 fue especialmente duro, provocando hambruna y pasando a la historia neerlandesa con el nombre de Hongerwinter ("invierno del hambre"). En mayo de 1945, la Alemania nazi finalmente se rindió, y firmó su rendición ante los holandeses en Wageningen.

#### 1945-1999

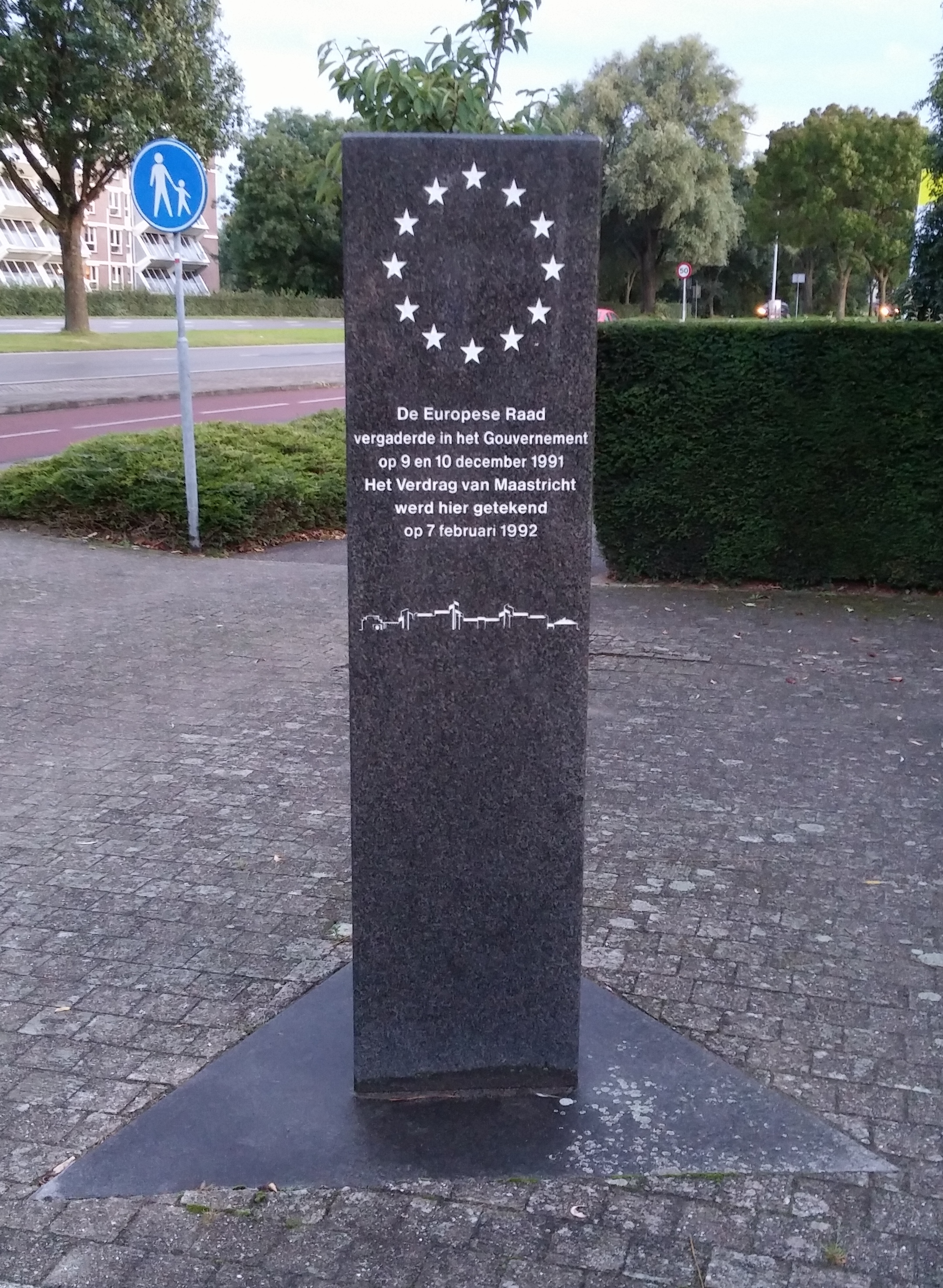
Monumento de piedra frente a la entrada al edificio del gobierno de la provincia de Limburgo, en conmemoración de la firma del Tratado de Maastricht de 1992 (Tratado de la Unión Europea) se firmó en la ciudad de Maastricht.

Después de la guerra, la economía holandesa prosperó gracias al conocido como "plan Marshall", la ayuda que los Estados Unidos ofrecieron a varios países de Europa occidental afectados por la guerra, pero la recepción de dicha ayuda, obligó a que los Países Bajos renunciasen a su colonia en Indonesia y tras varias negociaciones la reina Guillermina firmó el acta de independencia de dicha colonia en 1949. Otras colonias obtuvieron la independencia en 1963 Nueva Guinea Neerlandesa y en 1975 Surinam.
En política interna un año antes 1948, se formó la primera "coalición roja-romana" (Rooms-rode coalitie), compuesto por socialistas y católicos con Willem Drees como presidente de gobierno. Este gabinete comenzó a introducir el sistema de seguridad social.
La creación del Benelux, unión económica junto a Bélgica y Luxemburgo, y su posterior unión a otros organismos panaeuropeos dio paso a la creación de la Comunidad Económica Europea (CEE) tras la firma del tratado de Roma en 1957, por lo que se considera a los Países Bajos como a uno de los países fundadores de dicha organización.
Durante los años 1970 la crisis del petróleo hizo que los diferentes gobiernos creasen un frente con cambios en la política económica, creando un ejemplo de crecimiento, lo que algunos denominaron "polder-economie" o economía de pólder.
En 1980 la reina Juliana abdica en su hija Beatriz, el sexto monarca desde la creación del Reino de los Países Bajos y tercera mujer, tras su madre y su abuela, que reina el territorio de forma consecutiva.
Los gabinetes de Ruud Lubbers (1982-1994) comenzaron con una política de economizar y privatizar. El gabinete de Wim Kok (1994-2002) fue compuesto por liberales y socialdemócratas, y fue el primer gabinete sin partidos cristianos. En esta época también se introdujeron las reformas liberales como el matrimonio entre personas del mismo sexo y la legalización de la eutanasia.

### SigloXXI

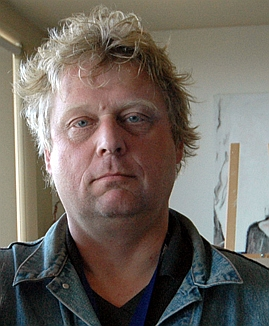
En 2004 el país fue conmovido otra vez cuando el cineasta Theo van Gogh fue asesinado por un islamista radical.

En 2002 el heredero al trono Guillermo Alejandro de Orange-Nassau, contrae en la Nieuwe Kerk de Ámsterdam matrimonio con la argentina Máxima Zorreguieta, hija del que fue ministro de agricultura durante la dictadura argentina en los años 1970, ese hecho provocó debates en el parlamento, pues algunos partidos no podían tolerar que la futura reina del país tuviese, indirectamente, un pasado tan escabroso, finalmente se acordó prohibir la entrada del padre de Máxima al país para asistir a la boda, a pesar de la polémica suscitada, la ahora princesa Máxima está considerada como uno de los personajes más populares de la casa Orange-Nassau.
La gran inquietud política de ese año 2002 se acrecentó cuando apareció el populista Pim Fortuyn, con un programa nacionalista de corte derechista radical. Fortuyn fue asesinado nueve días antes de las elecciones, hecho que conmocionó a la opinión pública, pues nunca antes había pasado algo parecido en el país. En las elecciones, el Partido de Trabajo (PvdA), Partido Popular de la Libertad y la Democracia (VVD) y los Demócratas 66 (D66), los partidos que formaron el anterior gabinete, perdieron casi la mitad de los votos, saliendo beneficiados la Demócrata Cristiana (CDA) y el Partido de Pim Fortuyn (LPF) que fueron los partidos que formaron el primer gabinete de Jan Peter Balkenende, aunque tres meses después este fue disuelto debido a las luchas internas en el LPF.
En menos de un año el país se ve envuelto en unas nuevas elecciones 2003, esta vez el resultado fue beneficioso para en el PvdA, que recuperó casi todos los votos perdidos el año anterior aunque el partido más votado fue el del Balkenende que forma un nuevo gabinete Balkenende II, pero esta vez con el VVD y D66 como socios de coalición, este gabinete hace un relanzacimiento de la economía a base de recortes sociales.
El 30 de junio de 2006 se produce la segunda caída de un gabinete, pues uno de los partidos de la coalición, el D66, retira su apoyo debido a la denuncia por parte de la entonces ministra de inmigración e integración Rita Verdonk hacia la diputada Ayaan Hirsi Ali, de origen somalí por la obtención de manera ilegítima de su nacionalidad neerlandesa. Este hecho cuesta el puesto a Verdonk y provoca una convocatoria de nuevas elecciones para 22 de noviembre de 2006. Sin embargo, la pérdida de votos por parte del CDA no impiden que vuelva a ser el partido mayoritario y que sea el encargado de dirigir los acuerdos de coalición para la formación de un nuevo gabinete formado por el CDA, cristianos demócratas, PvDA socialista, y CU católicos y como primer ministro Balkenende.
Como dato curioso, durante su historia democrática, ningún partido ha obtenido mayoría absoluta para poder gobernar en solitario, de ahí que tras unas elecciones no se forme el gobierno inmediatamente, pues tiene que ser discutido y negociado por los partidos mayoritariamente votados, este último gobierno de Balkenende ha sido considerado como uno de los de más rápida creación desde la Segunda Guerra Mundial, pues tan solo ha tardado en formase 90 días.
El 28 de enero de 2013 la reina Beatriz anunció por televisión su abdicación a favor de su hijo el príncipe Guillermo, que reina con el nombre de Guillermo IV a partir del 30 de abril de dicho año.